# Мусабаев, Самат Базарбаевич
Самат Базарбаевич Мусабаев (каз. Самат Базарбайұлы Мұсабаев; 1 января 1969; село Шайыр, Мангистауский район, Гурьевская область, КазССР, СССР) — казахстанский предприниматель, общественный деятель. Депутат Мажилиса Парламента Республики Казахстан VІІ созыва (с 2021 года).

## Биография
Родился 1 января 1969 года в селе Шайыр Мангистауского района Гурьевской области (ныне Мангыстауская область). Происходит из рода адай племени байулы.
В 1994 году окончил Кызылординский институт инженеров агропромышленного производства им. И. Жахаева по специальности «Промышленно-гражданское строительство».
С 1994 по 2001 год — мастер, прораб, начальник участка, Заместитель начальника управления АО «ОзенМунайГазКурылыс» (г. Жанаозен);
С 2001 года — генеральный директор ТОО «СМК-4»;
С 2007 года — руководитель Правления общественного объединения «Мангистау Курылыс»;
С 2012 года — генеральный директор ТОО «Корпорация Каспий Строй-Сервис» (г. Актау);
С 2016 года — депутат Мангистауского областного маслихата VІ созыва;
С 2021 года — депутат Мажилиса Парламента Республики Казахстан VІІ созыва;

## Награды
- 2011 — Медаль «20 лет независимости Республики Казахстан»;
- 2013 — Нагрудный знак «Почётный строитель Республики Казахстан» (Қазақстанның Құрметті құрылысшысы);
- 2015 — Орден «Почётный гражданин Стран Таможенного Союза»;[6]
- 2016 — Орден «Курмет»;[7][8][9]
- 2017 — Юбилейная медаль «25 лет Национальному Олимпийскому Комитету РК»;[10]
- 2020 — Медаль «25 лет Конституции Республики Казахстан»;[11]
- 2020 — Медаль «Народная благодарность»;
- 2021 — Медаль «30 лет независимости Республики Казахстан»;
- 2022 (14 октября) — Указом президента РК награждён орденом «Парасат»;[12]